# Cunard Line
La Cunard Line (attiva fino al 1949 con il nome Cunard White Star Line) è la più prestigiosa compagnia di navigazione britannica. La fondazione dell'azienda risale al 1838, ad opera di Samuel Cunard, mentre la società operante ai giorni nostri deriva dalla fusione nel 1934 delle due maggiori società di navigazione britanniche dell'epoca, la Cunard e la White Star Line. Si tratta di una flotta premium, che distingue i passeggeri in tre categorie (con tre ristoranti diversi). Dal 1998 fa parte della multinazionale delle crociere Carnival Corporation & plc.

## Storia

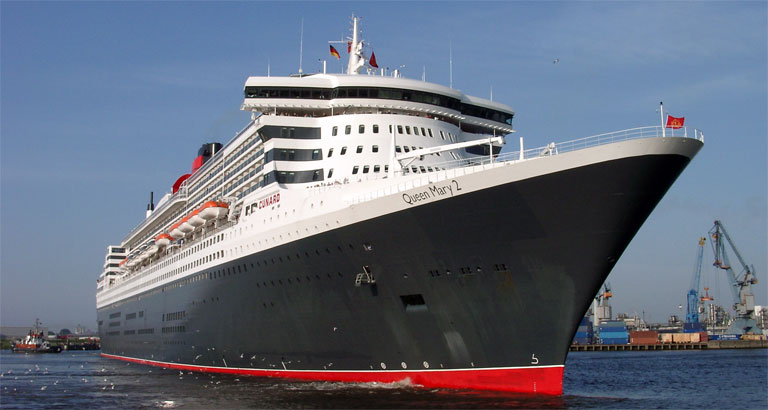
La Queen Mary 2

All'atto della sua fondazione la compagnia fu incaricata dall'Ammiragliato di effettuare il servizio postale con gli Stati Uniti e il Canada. Nel 1839, infatti, il canadese Samuel Cunard si aggiudicò il primo contratto britannico per lo smistamento postale transatlantico con una nave a vapore e l'anno successivo formò la British and North American Royal Mail Steam-Packet Company per operare sulla tratta Liverpool–Halifax–Boston. Nel 1862, fu varato il vapore Scotia, considerato, all'epoca, il più grande del mondo. Tuttavia, negli anni settanta del XIX secolo, la compagnia soffrì l'avanzata dei concorrenti, in particolare della White Star Line e della Inman Line. Come conseguenza, l'azienda fu riorganizzata sotto il nome di Cunard Steamship Company per raccogliere capitale.
Nel 1902, dopo gli stravolgimenti tecnici epocali nel campo della propulsione navale con l'invenzione delle turbine a vapore, la White Star aderì al International Mercantile Marine e il governo britannico agevolò la Cunard con consistenti prestiti e un sussidio per la costruzione di navi necessarie a far rimanere l'azienda competitiva. Nel 1906 la Cunard varò i transatlantici Lusitania e il Mauretania e nel 1911 assorbì la Thomson Line, nel tentativo di mantenere il predominio sulle rotte atlantiche. Il Lusitania fu silurato ed affondato da un U-Boot tedesco il 7 maggio 1915, durante la prima guerra mondiale, al largo dell'Irlanda, mentre il Mauretania detenne il record per la traversata atlantica più rapida dal 1909 al 1929; un altro piroscafo Cunard della stessa epoca fu il Carpathia, che diventò famoso in quanto il 15 aprile 1912 soccorse e trasse in salvo i 705 superstiti dello storico naufragio del RMS Titanic, nave della compagnia rivale White Star. L'affondamento del Lusitania viene considerato uno dei principali eventi che spinsero gli Stati Uniti ad entrare nel conflitto.

La Canopic ancorata nel porto di Torre Annunziata, nel 1903

Sulla scia delle precedenti acquisizioni, nel 1918, la Cunard acquistò alcune partecipazioni nella Port Line e nella società Thos. and J. Broklebank, che operavano sulle rotte australiane, neozelandesi e indiane. Negli anni venti, la concorrenza si fece sempre più agguerrita quando le compagnie navali di altre nazioni europee, tra cui la Germania, l'Italia e la Francia, cominciarono a varare prestigiose navi transatlantiche. Cunard fu poi costretto a sospendere la costruzione di nuovi transatlantici a causa della Grande depressione.
Nel 1934, il governo britannico agevolò la Cunard con ulteriori prestiti (un totale di circa 9.500.000 sterline), per consentire alla compagnia di navigazione di terminare il gigantesco transatlantico RMS Queen Mary, di 81.235 tonnellate e vincitore poi del prestigioso Nastro Azzurro, e per permettere la costruzione di una seconda nave, la Queen Elizabeth (varata poi nel 1938), a condizione che la Cunard si fondesse con la storica avversaria White Star Line, dando vita ad una nuova compagnia chiamata Cunard White Star Line. L'accordo fu raggiunto e Cunard mantenne la proprietà di due terzi della nuova società, per acquisirla completamente nel 1947, ripristinando poi il nome "Cunard Line" nel 1949.
Alla fine della guerra, la Cunard ridivenne la più grande compagnia passeggeri operativa nell'Atlantico. Nel 1959 fu di nuovo il governo ad agevolare la compagnia nella costruzione di altre navi, di tonnellaggio inferiore, che sostituissero le precedenti.
Nel 1969 fu così varata l'elegante Queen Elizabeth 2: la nave ha alternato negli anni il servizio di linea sulla rotta tra Southampton e New York a periodi di crociere. Questo transatlantico ha anche partecipato alla Guerra delle Falkland come nave trasporto truppe.
La Queen Elizabeth 2 è andata in pensione nel 2008 e si trova ora a Dubai come hotel/museo e ristorante galleggiante. La Queen Mary 2 l'ha così sostituita nel ruolo di ammiraglia della flotta della compagnia di navigazione e prosegue il servizio di linea tra Europa e Stati Uniti. In virtù del suo ruolo di nave di linea la nave ha acquisito la sigla "RMS" (Royal Mail Ship) invece del convenzionale "MS".
La Cunard è nota per la sua tipica classicità inglese e le sue navi hanno i nomi di grandi re e regine. Tra le storiche compagnie di navigazione transatlantiche, la Cunard è l'ultima rimasta ad assicurare un regolare servizio di linea tra Europa e Stati Uniti.

## Flotta attuale
| Nave             | Anno di costruzione | Cantiere di costruzione                            | Stazza (t.s.l.) | Lunghezza (m) | Immagine |
| ---------------- | ------------------- | -------------------------------------------------- | --------------- | ------------- | -------- |
| RMS Queen Mary 2 | 2004                | Chantiers de l'Atlantique (Saint-Nazaire)          | 148.528         | 345           |          |
| Queen Victoria   | 2007                | Fincantieri, Cantiere navale di Marghera (Venezia) | 90.049          | 294           |          |
| Queen Elizabeth  | 2010                | Fincantieri, Cantiere navale di Marghera (Venezia) | 90.901          | 294           |          |
| Queen Anne       | 2024                | Fincantieri, Cantiere navale di Marghera (Venezia) | 113.000         | 322,51        |          |

## Navi in costruzione
| Nave | Anno prevista consegna | Cantiere di costruzione | Stazza (GT) |
| ---- | ---------------------- | ----------------------- | ----------- |

## Navi del passato e comandanti celebri

### Navi
- RMS Etruria
- RMS Umbria (1884-1910)
- RMS Carpathia (1903-1918)
- RMS Campania (1893-1918)
- RMS Lucania
- RMS Lusitania (1907-1915)
- RMS Mauretania (1906-1935)
- RMS Berengaria (1919-1940)
- RMS Aquitania (1913-1950)
- RMS Laconia (1921-1942)
- RMS Lancastria (1922-1940)
- RMS Majestic (1922-1943)
- RMS Queen Mary (1934-1967)
- RMS Mauretania II (1939-1965)
- RMS Queen Elizabeth (1940-1973)
- Queen Elizabeth 2 (1969)

### Capitani
- Commodoro Inger Olsen Klein
- Commodoro Sir. Arthur Rostron
- Commodoro Sir. James Bisset
- Commodoro Andrea G. Pistorio
- Capitano William T. Turner